# 알렉산더 헤어

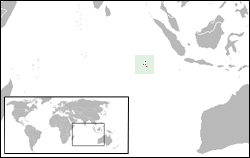
코코스 제도

알렉산더 헤어(Alexander Hare, 1775년 - 1834년)은 영국 런던 출신의 상인이다.
1800년 포르투갈의 무역 회사에 들어가 콜카타로 이주했으며, 이후 노예 무역에 관여하다 1807년 믈라카로 거처를 옮겼다. 그 뒤 토머스 스탬퍼드 래플스를 만나 반자르마신의 이사관으로 임명되었으며, 이후 영국이 통치하던 보르네오섬의 모든 소유권을 획득해 독립 국가 말루카를 설립하였다.
그 뒤 1819년 네덜란드가 보르네오섬으로 돌아오자 바타비아로 이동했으며, 1826년에 부하였던 존 클루니스로스가 발견한 무인도인 코코스 제도에 정착하였다. 정착 이후 노예들을 이용해 코코넛 농장을 운영했지만, 클루니스로스와의 갈등으로 인해 1831년 코코스 제도를 떠나 1834년 븡쿨루에서 사망했다.